# 国鉄EF12形電気機関車

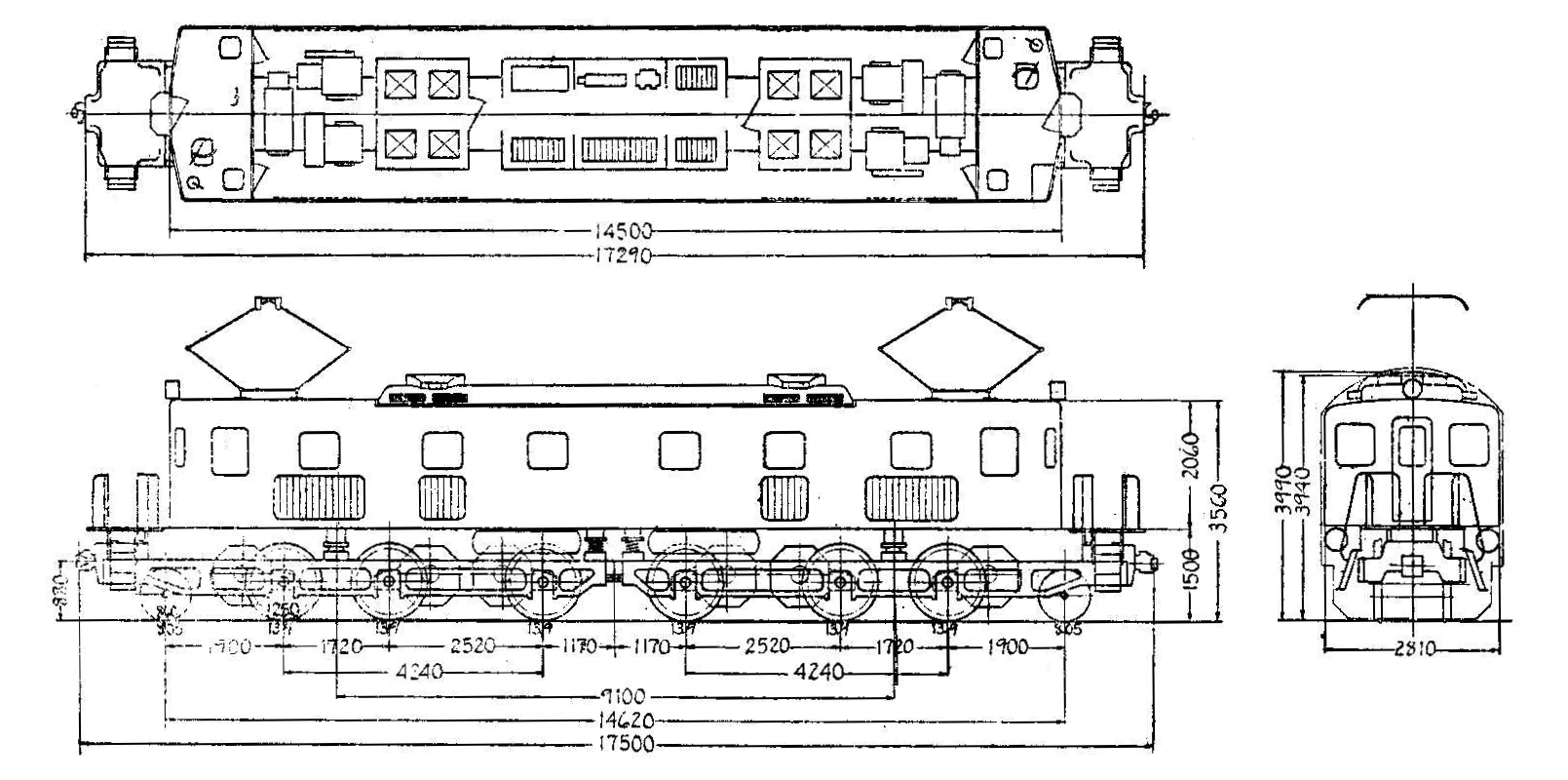
形式図

EF12形は、1941年（昭和16年）から日本国有鉄道の前身である鉄道省が製造した貨物用直流電気機関車である。

## 概要
貨物用電気機関車であるEF10形の改良増備車として、主電動機を従来標準のMT28 から新開発のMT39 へ変更して出力アップを図った形式である。設計時期が近しく、同様にEF56形の主電動機をMT28から新設計のMT38 へ変更したEF57形の貨物機版とも言える。
1941年（昭和16年）から1944年（昭和19年）にかけて17両が日立製作所・日本車輌製造・汽車製造・三菱重工業で製造された。
17両という一見中途半端な製造両数の根拠は、1942年（昭和17年）に完成・開通が予定されていた関門トンネル用としてEF10形を17両投入することが予定されていたため、EF12形の新製増備と共にEF10形を大里機関区へ玉突き転出させる計画があったことに由来する。もっとも、1941年（昭和16年）末の対米英開戦後、資材難等から増備は遅々として進まず、全機が出揃ったのは1944年（昭和19年）9月にずれ込んだ。
1941年（昭和16年）中に完成した1 - 8号機は性能はもとより出来栄えも優れ、省形電気機関車中最優秀と称えられたが、1942年（昭和17年）後半以降完成の9 - 17号機は準戦時設計となり、一部機器や銅材の省略、木材等代用材の使用増加、動輪上重量維持のためコンクリートの死重搭載、車体外板の薄板化に表面ひずみ修整の省略などが実施されており、竣工時期が後になるほど出来栄え、信頼性は落ちていった。
それでも戦後間もない時期は、追って投入された戦時設計として更に構造や工作が簡略化されたEF13形や、新設計の主電動機を搭載する新形式であるEF15形の初期車に比べると高い稼働率を誇り、運転･保守双方からの評判も高かったとされる。

## 車体
車体は同時期製造のEF10 34以降とほぼ同一の全溶接構造箱形デッキ付きで、外観上の相違点はナンバープレート以外にはほぼ皆無であった。
尾灯は外付け式だが、6号機以外は1960年代に車体組み込み式に改造されている。

## 主要機器

### 台車
主台車はHT56A、先・従台車もLT113、とEF10形後期車と設計が共通する機種が採用されているが、主台車については主電動機支持架の設計変更によりサフィックスが付与されてHT56Aとなっている。
主台車は棒台枠構造＋重ね板ばねによるオーソドックスな仕様のものであり、EF10形の一部で試験的に採用された一体鋳鋼製台車枠は、戦時体制への移行で製造メーカーである住友金属工業が軍需最優先となって製造が困難となった ことから一切採用されていない。

### 主電動機
上述のとおり、主電動機は在来のMT28から設計を全面変更し、出力の約2割増大を実現したMT39が採用された。
同時期には鉄道省制式電車でも主電動機が100 kW級のMT15から128 kW級のMT30へ移行しており、絶縁材の耐熱性能に関する研究が進み、温度上昇を伴う電流量増大に対する耐性の強化が実現したことが見て取れる。
こうして主電動機の定格出力が約2割増加したことで牽引力が増大し、牽引定数の1,000 tから1,200 tへの引き上げと、これに伴う輸送力の増強が可能となった。

## 運用
東海道本線の軍事列車に使用されていたが、戦時色が強くなるにつれて貨物輸送の軸を太平洋側から日本海側に移すことになったことと、上越線水上 - 石打間で使用されていたEF10形の主電動機故障続発や列車交換設備の増強もあって、EF10形と入れ替わりで同線に転じた。しかし後期製造機は資材不足から故障や不具合も少なからず発生し、必ずしも定格出力が出せない車両も存在した。
当初は国府津機関区・沼津機関区に配置され、1942年（昭和17年）からは1,150 t列車を牽引、翌1943年（昭和18年）からは1,200 t列車を牽引。1944（昭和19） - 1947年（昭和22年）に大部分が水上機関区に転属。さらに1947年（昭和22年）の上越線全線電化に伴って全機が高崎第二機関区に集結。上越線では1952年（昭和27年）から使用機関車の客貨分離に伴い、上り列車が1,250 t列車化された。その後、1958年（昭和33年）の東北本線宇都宮電化に伴って全機宇都宮機関区と新鶴見機関区などに転ずるが、宇都宮所属機は1960年代後半、両毛線・吾妻線の電化により高崎第二機関区に戻った。
最晩年は山手貨物線・上越線・両毛線・吾妻線等で使用され、特に吾妻線では線路等級の問題からEF15形が入線不能であったため、長らく専用された。
吾妻線の軌道強化が完了し、EF15形の同線への入線が可能となった後も運用されていたが、1982年（昭和57年）11月のダイヤ改正で同線の貨物輸送が廃止されると老朽化もあって淘汰が進み、1・5号機が廃車されたのを最後に形式消滅となった。
廃車後は全車が解体されており、現存車は存在しない。

## 主要諸元
- 全長：17,500 mm
- 全幅：2,810 mm
- 全高：3,940 mm
- 重量：99.50 t
- 電気方式：直流1,500 V
- 軸配置：1C+C1
- 1時間定格出力：1,600 kW
- 主電動機形式：MT39
- 最高運転速度：75 km/h